# Andrena chaparralensis
Andrena chaparralensis là một loài Hymenoptera trong họ Andrenidae. Loài này được Neff & Larkin mô tả khoa học năm 2002.